# William Findlay
William Findlay, född 20 juni 1768 i Mercersburg, Pennsylvania, död 12 november 1846 i Harrisburg, Pennsylvania, var en amerikansk politiker (demokrat-republikan). Han var guvernör i delstaten Pennsylvania 1817–1820. Han representerade sedan Pennsylvania i USA:s senat 1821–1827.
Findlay studerade juridik och inledde sin karriär som advokat i Pennsylvania. Han var delstatens finansminister (Pennsylvania State Treasurer) 1807–1817. Han efterträdde 1817 Simon Snyder som guvernör. Findlay var den första guvernören som styrde delstaten från Harrisburg som redan 1812 hade utnämnts till delstatens huvudstad. Han efterträddes 1820 som guvernör av Joseph Hiester.
Findlay efterträdde 1821 Jonathan Roberts som senator för Pennsylvania. Han var ordförande i senatens jordbruksutskott 1825–1827. Det permanenta jordbruksutskottet grundades 1825 på initiativ av Findlay. Han efterträddes som senator av Isaac D. Barnard.
Findlay var efter sin tid i senaten skattmästare för United States Mint. Hans grav finns på Harrisburg Cemetery i Harrisburg.